# Federación Nacional de Baloncesto de Honduras
Der Hondurianische Basketballverband ist der offizielle Basketballverband in Honduras. Er hat seinen Sitz in Tegucigalpa.

## Geschichte und Aufgaben
Der Verband ist seit 1953 Mitglied der Fédération Internationale de Basketball (FIBA) und ist damit auch Mitglied der FIBA Amerika. 
Der Verband ist für die Organisation, Leitung und Entwicklung des Basketballsports in Honduras verantwortlich. Der Verband vertritt den Basketballsport gegenüber Behörden sowie nationalen und internationalen Sportorganisationen.
Zusätzlich verteidigt der Verband auch die moralischen und materiellen Interessen des Honduranischen Basketballs. Der Verband organisiert die Nationale Meisterschaft und ist für die Honduranische Basketballnationalmannschaft und die Hondurianische Basketballnationalmannschaft der Damen verantwortlich.

## Infos zum Verband
| Kriterium               | Fakten       |
| ----------------------- | ------------ |
| Gründungsjahr           |              |
| Jahr des FIBA-Beitritts | 1953         |
| Kontinental Verband     | FIBA-Amerika |
| Sitz des Verbandes      | Tegucigalpa  |
| Präsident               |              |
| Generalsekretär         |              |
| Höchste Liga            |              |
| Sonstiges               |              |